# Куйбіда Віктор Віталійович
Куйбіда Віктор Віталійович — заслужений працівник освіти України, декан факультету фізичного виховання Університету Григорія Сковороди в Переяславі, кандидат біологічних наук, доктор історичних наук, професор кафедри біології і методики навчання.

## Біографія
Народився 7 вересня 1959 року в с. Біляни-Шаргородські, Чернівецького; пізніше Могилів-Подільського району; нині знову Чернівецького р-ну, Вінницької області. Батьки Куйбіда Віктор Ларіонович – комбайнер-орденоносець та Куйбіда Онися Станіславівна − колгоспниця; дружина – Куйбіда Тетяна Трохимівна – вчитель-методист гімназії, Відмінник освіти, Заслужений вчитель України; під її керівництвом учень гімназії Губар Олександр став бронзовим призером Всесвітньої олімпіади з біології. У 1994 р. став переможцем конкурсу підручників та навчальних посібників для середньої та вищої школи (2-гранти) за розділом «Екологія» в рамках програми «Трансформація гуманітарної освіти в Україні фонду Дж. Сороса (Нью-Йорк), а в 2001 р. ‒ призером Всеукраїнського конкурсу МОН України на створення підручників, навчально-наочних та навчально-методичних посібників з екології.

Навчання З 1966 по 1976 рр. навчався у Білянівській с/ш. У середній школі навчалося понад 500 учнів, з них 120 – комсомольці. Був обраний секретарем комсомольської організації у 1974 – 75 рр. У 1976 р. завершив навчання у Білянській середній школі й поступив на природничий факультет Уманського державного педагогічного інституту ім. П. Г. Тичини. У період навчання був Ленінським стипендіатом, призером Всеукраїнської олімпіади з біології серед студентів ВНЗ України (3 місце), переможцем у Всеукраїнської олімпіади з біології серед студентів педагогічних університетів України, призером Всеукраїнського конкурсу наукових робіт з політекономії. Здобув спеціальність «Біологія з додатковою спеціальністю основи сільського господарства» та кваліфікацію вчителя біології і основ сільського господарства та звання вчителя середньої школи в 1981 р. (диплом з відзнакою Г-II № 045982 від 25 червня 1981 р.). З 1982 по 1985 рр. навчався в аспірантурі Київського державного університету ім. Т. Г. Шевченка на кафедрі генетики та молекулярної біології й обіймав посаду молодшого наукового співробітника.
Робота Стаж педагогічної роботи Віктора Віталійовича на даний час складає у вищих навчальних закладах освіти III-IV рівнів акредитації 33 роки, у т. ч. в ДВНЗ «Переяслав-Хмельницький державний педагогічний університет імені Григорія Сковороди» 32 роки. Впродовж 1982‒1985 рр. він був аспірантом кафедри генетики і молекулярної біології Київського державного університету імені Т.Г. Шевченка, паралельно упродовж 1983‒1984 рр. працював молодшим науковим співробітником НДЧ (розшифрувати науково-дослідної частини) цього ж вищого навчального закладу. 
У 1985‒1986 рр. ‒ асистентом кафедри основ сільськогосподарського виробництва, старшим викладачем кафедри хімії та екології Уманського державного педагогічного інституту ім. П.Г. Тичини. 
У 1987‒1988 рр. ‒ викладачем біохімії, а у 1988‒1989 рр. ‒ старшим викладачем кафедри природничих наук Переяслав-Хмельницького філіалу КДПІ (розшифрувати Київського державного педагогічного інституту) ім. О.М. Горького.  З 1989 по 2013 рр. ‒ доцент кафедри природничих наук, біології та методики навчання. Обраний на посаду декана шляхом голосування колективу викладачів та студентів з результатом 95% у 1989 р.   Загальний стаж роботи на посаді декана та директора інституту – 30 р. Зокрема у в 1990‒1998 рр. – декан педагогічного факультету цього ж вузу. У 1998‒2002 рр. був деканом факультету підготовки вчителів трудового навчання і біології Переяслав-Хмельницького державного педагогічного інституту імені Григорія Сковороди. З 2002 по 2005 рр. ‒ деканом факультету біології та технології виробництва. У 2005‒2006 рр. ‒ деканом природничо-географічного факультету. З 2006 по 2012 рр. – керівником навчально-наукового Інституту фізичного виховання і природознавства ДВНЗ «Переяслав-Хмельницький державний педагогічний університет імені Григорія Сковороди».  
З 2012 р. по нинішній час працює деканом факультету фізичного виховання. З 2013 р. ‒ професор кафедри біології та методики навчання. У рамках реалізації наукового напряму з вивчення народних природничих знань ним були створені і введені до навчальних планів нові навчальні дисципліни «Народна ботаніка», «Народна зоологія», «Народне землезнавство», «Народне природознавство», видані навчальні посібники, книги, словники для студентів та вчителів, проведені студентські наукові конференції і круглі столи.Останнім часом (2017–2018 рр.) разом із групою науковців Інституту зоології ім. І.І. Шмальгаузена НАН України виграли два гранти у конкурсі Державного фонду фундаментальних досліджень. Грант 2017 р. був представлений науково-дослідною роботою за конкурсом № Ф76/ 86-2017 від 01.09 2017 р.  «Тварини Червоної книги України в умовах кліматичних змін: сучасний стан та прогноз в контексті розбудови національної природно-заповідної мережі», а в 2018 р. – Ф76/15-2018  від 02.04 2018 р.  «Тварини червоної книги України в умовах кліматичних змін: сучасний стан та прогноз в контексті розбудови національної природно-заповідної мережі». Практична значимість виконаної роботи полягає у тому, що започатковано та розроблено методику, яку можна використовувати для отримання аналітичних прогнозів щодо стану та поширення червонокнижних та інших рідкісних видів тварин. Результати будуть використані Національною Комісією з Ведення Червоної книги України, Міністерством охорони навколишнього середовища для розробки заходів щодо збереження рідкісних видів тварин України. 

Тема кандидатської дисертації: «Роль системи циклічних нуклеотидів в механізмі дії фенілімідазотіазолу», захищено у спеціалізованій раді Київського державного університету ім. Т. Г. Шевченка в 1985 р. за спеціальністю «Біохімія».
Тема докторської дисертації: «Розвиток природознавства на теренах України в XVII — на початку XXI ст. : витоки, еволюція народної і наукової термінології», захищено в 2012 р. за спеціальністю 07.00.07 — історія  науки й техніки з 2013 р. Вчене звання професор кафедри біології і методики навчання присвоєно з 2015 р.

## Публікації
Має 210 наукових публікацій та 9 посвідчень на впроваджені раціоналізаторські пропозиції. Серед них: 7 монографій, 12 посібників та 1 книга з грифом «Рекомендовано МОН України», 8 навчально-методичних посібників, 81 публікація у фахових виданнях, 9 в науковометричній базі  Scopus та 1 – Web of Science. Монографії, навчальні та навчально-методичні посібники, енциклопедії, енциклопедичні словники Куйбіди В.В. мають широке практичне застосування. Їх використовують викладачі вищих навчальних закладів України, аспіранти, студенти, старшокласники, вчителі-біологи загальноосвітніх шкіл. У його науковому доробку посібники, книги, енциклопедії, зокрема: «Народна зоологія» (1994), «Народна ботаніка» (1995), «Народне землезнавство: Всесвіт і Земля» (1997), «Словник символів» (1997), «Народне землезнавство: Літосфера і гідросфера» (2000, 2010), «Народне землезнавство: атмосфера, людина і природа, екологія і географічні назви» (2002), «Словник символів культури України» (2002, 2005), «Київщинознавство» (2001, 2007), «Енциклопедичний словник символів культури України» (2013), «Вища педагогічна освіта і наука України: історія, сьогодення та перспективи розвитку. Київська область» (2013 р.), «Холоднокровні хордові тварини» (2016), «Теплокровні хордові тварини» (2016), «Енциклопедичний словник символів культури України» (2017);  монографії – «Екологія і географічні назви» (2002), «Лінгвокультурологія» (2011), «Розвиток природничої науки і термінології в Україні: шлях крізь епохи (XVII –початок XXI ст.) (2012), «Народні дитячі ігри м. Переяслава та його околиць кінця ХІХ–початку XX ст.» (2017), «Народні природничі назви» (2017), «Здоров’я дітей і молоді: безпекові та психолого-педагогічні аспекти» (2018),  «ГІС-моделювання поширення вразливих до змін клімату земноводних та плазунів України» (2019); практикуми – з хімії і біохімії (1992), зоології (1993), загальної та колоїдної хімії (2002), біохімії (2004), «Зоологія хребетних» (2008); хрестоматія з екології (1993); методичний посібник з польової практики з зоології (1992) та ін. 
Публікації зі Scopus та Web of Science Core Collection 
- Kuibeda V.V. Age-associated changes in content of cyclic adenosine-3', 5'-monophosphate (cAMP), cyclic guanosine-3',5'-monophosphate (cGMP) and in activity of phosphodiesterase-cAM (pDE-cAM) in spleen T-lymphocytes from C3HA mice. / P, Kostromin A, Berdyshev G D, Demidov S V, Kuibeda V V. // ZfA. ZeitschriftfürAlternsforschung. – 1984. – 39 (6). – Р. 351 – 355.
- Kuibeda V.V. cAMP and cGMP (EVE) changes in immune competent cells under sensibilization and anaphylactic shock of animals of different age. / Kostromin A. P, Kuibeda V V, Boiko N A, Demidov S V, Berdyshev G. D. // ZfA. ZeitschriftfürAlternsforschung. – 1986. – 41 (1). – P. 3 – 7.
- Kuibeda V. V. Effect of thymicimmunomodulators on the system of cyclic nucleotides of splenic T-lymphocytes after BCG vaccination. / Demidov S. V., Kostromin A. P., Chernyshenko E. F., Kuibeda V. V., Borovok M. I. // Problemy tuberkuleza. – 1990. – (10) 63–65.
- Куйбида В.В. Влияние иммунокорректоров тимусного происхождения на функциональное состояние и гуанилатциклазную активность  лимфоцитов селезінки при сенсибилизации и анафилактическом шоке / С. В. Демидов., А. П. Костромин, Э. Ф. Чернушенко, В. В. Куйбида, В. Х. Хавинсон и др. // Иммунология.  – Москва: Медицина, – 1990. – № 2. – С. 31 – 32
- Kuibeda V.V. Effect of thymagen, thymalin and vilosen on the cAMP and cGMP levels and phosphodiesterase activity in spleen lymphocytes during sensitization and anaphylactic shock / Demidov S. V., Kostromin A . P., Kuibeda V. V., Chernaia I. V., Borovok M. I.  // Ukrainskiĭ biokhimicheskiĭ zhurnal. – 1991. – 63 (4). – Р. 104 – 106.
- Kuibeda V. V. Ca(2+)-dependent regulation of T-lymphocytes in experimental tuberculosis / Demidov S.V., Kostromin A. P., Chernushenko E. F., Kuibeda V. V., Borovik M. I. // Problemy tuberkuleza. – 1991. – (6). – Р. 68 – 70.
- Kuybida2 V. V. Changes in the Nothern Border of the Home Range of the Dice Snake, NatrixTessellata (Reptilia, Colubridae), in the Dnipro Basin (Ukraine) / O. D. Nekrasova  / V.V. Kuybida2 / G. G. Gavris1  // Vestnik Zoologii. – 2013. – V. 47, Issue 5, P. 67 – 71
- Summer Fish Kills in the Kaniv Reservoir / Kuybida V. V., Nekrasova O. D., Kutsokon Y. K.,  Lopatynska V. V., Tryskavechka I. Y. // Hydrobiological Journal. – 2019. – Т. 55. – №. 1. – P. 103 – 106. DOI: 10.1615/HydrobJ.v55.i1.110
- Researching Malformations in Frogs of the Pelophylax esculentus Complex (Amphibia: Anura) in the Natural Populations of the Trakhtemyriv Peninsula (Ukraine) in The Second International conference “Amphibian and reptiles anomalies and pathology: methodology, evolutionary significance, monitoring and environmental health”, KnE Life Sciences, pages, 2018.: Р. 117 – 122. DOI 10.18502/kls.v4i3.2112 (Web of Science)[4]

## Професійні (наукові інтереси)
Наукові інтереси: біологічні основи фізичної активності, структурно-функціональна адаптивність людського і тваринного організмів до навантажень, новий підхід у вітчизняному природознавстві з вивчення історії, структури та змістового наповнення народних знань. 